# Lista de jogadores da Major League Baseball com 300 bases roubadas

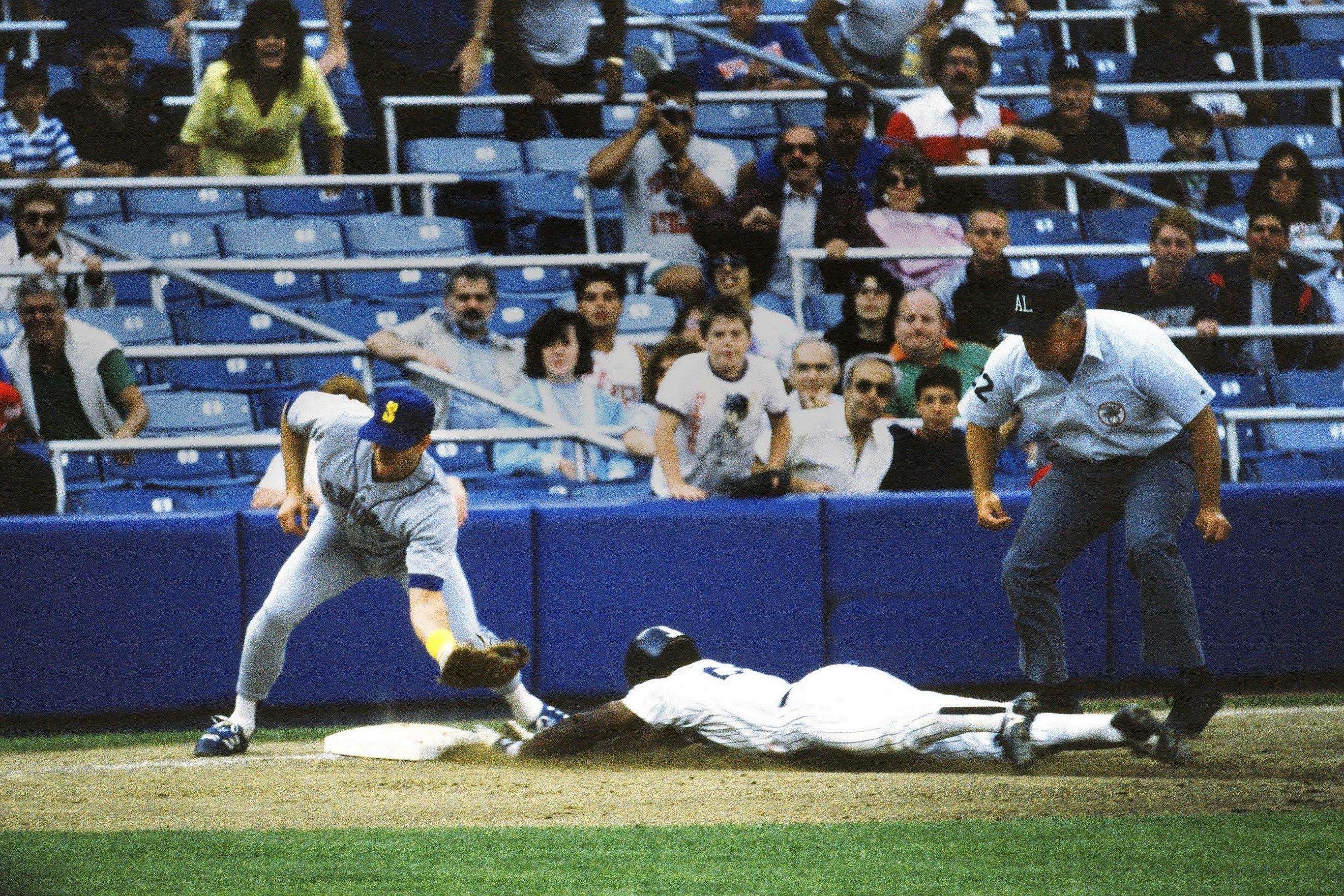
Rickey Henderson, o líder en todos os tempos em bases roubadas, escorrega à salvo na terceira base.

Uma base roubada é uma estatística no beisebol creditada ao corredor em base quando este avança com sucesso para a próxima base enquanto o arremessador joga a bola em direção ao home plate. Sob a regra 7.01 da Major League Baseball (MLB), um corredor adquire o direito a uma base  desocupada quando ele a toca antes que de ser eliminado. Bases roubadas eram mais comuns na era da Bola Morta, quando os times dependiam mais de bases roubadas e rebatidas do que de home runs. Até 2015, 161 jogadores tinham roubado ao menos 300 bases em suas carreiras, 46 dos quais são membros do National Baseball Hall of Fame; apenas  15 dos 37 jogadores que roubaram 500 ou mais bases estão no Hall da Fama.
Rickey Henderson atualmente detém o recorde da MLB em bases roubadas na carreira com 1406. O seguinte é Lou Brock com 938 bases roubadas, e Billy Hamilton, que tem 937. Ty Cobb (892),
Tim Raines (808), Vince Coleman (752), Eddie Collins (744), Arlie Latham (739),
Max Carey (738) e Honus Wagner (722) são os únicos a terem roubado ao menos 700 bases. Raines é o líder para jogadores aposentados e que não são membros do Hall da Fama. Hugh Nicol é o líder em mais bases roubadas em um temporada com 138 em  1887.
Antes de Henderson ultrapassar Brock na temporada da MLB de 1991, Brock detinha o recorde com 938 bases roubadas. Ele deteve o recorde de 1977 até 1991. Antes de Brock, Hamilton deteve o recorde por oitenta anos com 914 bases roubadas. O recorde de Hamilton permaneceu de 1897 até 1977. Antes disso, Latham deteve o recorde de 1887 até 1896. Latham foi o primeiro jogador a atingir 300 bases roubadas. Com a aposentadoria de Kenny Lofton em 2007, a temporada de 2008 foi a primeira temporada desde 1967 em que nenhum jogador ativo tinha mais do que 500 bases roubadas. De 2008 até 2010, nenhum jogador ativo tinha mais do que 500 bases roubadas. Juan Pierre conseguiu sua 500ª base roubada durante a temporada de 2010. Foi o líder em bases roubadas entre os jogadores ativos até sua aposentadoria em 2013. Ichiro Suzuki atualmente detém o recorde entre jogadores ativos com 508.

## Campo
| BR         | Total de bases roubadas na carreira                 |
| Temporadas | Anos em que o jogador foi ativo                     |
| †          | Membro do National Baseball Hall of Fame and Museum |
| *          | Jogador ativo                                       |

## Jogadores
Nota: estatísticas atualizadas até o final da temporada de 2015.
| Jogador               | BR   | Temporadas    | Ref     |
| --------------------- | ---- | ------------- | ------- |
| Rickey Henderson†     | 1406 | 1979–2003     | [ 9 ]   |
| Lou Brock†            | 938  | 1961–1979     | [ 10 ]  |
| Billy Hamilton†       | 912  | 1888–1901     | [ 13 ]  |
| Ty Cobb†              | 892  | 1905–1928     | [ 14 ]  |
| Tim Raines            | 808  | 1979–2002     | [ 15 ]  |
| Vince Coleman         | 752  | 1985–1997     | [ 16 ]  |
| Eddie Collins†        | 745  | 1906–1930     | [ 17 ]  |
| Arlie Latham          | 739  | 1880–1909     | [ 18 ]  |
| Max Carey†            | 738  | 1910–1929     | [ 19 ]  |
| Honus Wagner†         | 722  | 1897–1917     | [ 20 ]  |
| Joe Morgan†           | 689  | 1963–1984     | [ 21 ]  |
| Willie Wilson         | 668  | 1976–1994     | [ 22 ]  |
| Tom Brown             | 657  | 1882–1898     | [ 23 ]  |
| Bert Campaneris       | 649  | 1964–1983     | [ 24 ]  |
| Kenny Lofton          | 622  | 1991–2007     | [ 25 ]  |
| Otis Nixon            | 620  | 1983–1999     | [ 26 ]  |
| George Davis†         | 616  | 1890–1909     | [ 27 ]  |
| Juan Pierre           | 614  | 2000–2013     | [ 28 ]  |
| Dummy Hoy             | 594  | 1888–1902     | [ 29 ]  |
| Maury Wills           | 586  | 1959–1972     | [ 30 ]  |
| George Van Haltren    | 583  | 1887–1903     | [ 31 ]  |
| Ozzie Smith†          | 580  | 1978–1996     | [ 32 ]  |
| Hugh Duffy†           | 574  | 1888–1906     | [ 33 ]  |
| Bid McPhee†           | 568  | 1882–1899     | [ 34 ]  |
| Brett Butler          | 558  | 1981–1997     | [ 35 ]  |
| Davey Lopes           | 557  | 1972–1987     | [ 36 ]  |
| César Cedeño          | 550  | 1970–1986     | [ 37 ]  |
| Bill Dahlen           | 547  | 1891–1911     | [ 38 ]  |
| John Montgomery Ward† | 540  | 1878–1894     | [ 39 ]  |
| Herman Long           | 536  | 1889–1904     | [ 40 ]  |
| Patsy Donovan         | 518  | 1890–1907     | [ 41 ]  |
| Jack Doyle            | 516  | 1889–1905     | [ 42 ]  |
| Barry Bonds           | 514  | 1986–2007     | [ 43 ]  |
| Harry Stovey          | 509  | 1880–1893     | [ 44 ]  |
| Ichiro Suzuki*        | 508  | 2001–presente | [ 45 ]  |
| Luis Aparicio†        | 506  | 1956–1973     | [ 46 ]  |
| Fred Clarke†          | 506  | 1894–1915     | [ 47 ]  |
| Paul Molitor†         | 504  | 1978–1998     | [ 48 ]  |
| Willie Keeler†        | 495  | 1892–1910     | [ 49 ]  |
| Clyde Milan           | 495  | 1907–1922     | [ 50 ]  |
| José Reyes*           | 488  | 2003–presente | [ 51 ]  |
| Omar Moreno           | 487  | 1975–1986     | [ 52 ]  |
| Carl Crawford*        | 480  | 2002–presente | [ 53 ]  |
| Roberto Alomar†       | 474  | 1988–2004     | [ 54 ]  |
| Mike Griffin          | 473  | 1887–1898     | [ 55 ]  |
| Jimmy Rollins*        | 470  | 2000–presente | [ 56 ]  |
| Tommy McCarthy†       | 468  | 1884–1896     | [ 57 ]  |
| Jimmy Sheckard        | 465  | 1897–1913     | [ 58 ]  |
| Eric Young            | 465  | 1992–2006     | [ 59 ]  |
| Delino DeShields      | 463  | 1990–2002     | [ 60 ]  |
| Bobby Bonds           | 461  | 1968–1981     | [ 61 ]  |
| Ed Delahanty†         | 455  | 1888–1903     | [ 62 ]  |
| Ron LeFlore           | 455  | 1974–1982     | [ 63 ]  |
| Curt Welch            | 453  | 1884–1893     | [ 64 ]  |
| Steve Sax             | 444  | 1981–1994     | [ 65 ]  |
| Joe Kelley†           | 443  | 1891–1908     | [ 66 ]  |
| Sherry Magee          | 441  | 1904–1919     | [ 67 ]  |
| John McGraw†          | 436  | 1891–1906     | [ 68 ]  |
| Tris Speaker†         | 432  | 1907–1928     | [ 69 ]  |
| Marquis Grissom       | 429  | 1989–2005     | [ 70 ]  |
| Bob Bescher           | 428  | 1908–1918     | [ 71 ]  |
| Mike Tiernan          | 428  | 1887–1899     | [ 72 ]  |
| Charles Comiskey†     | 419  | 1882–1894     | [ 73 ]  |
| Frankie Frisch†       | 419  | 1919–1937     | [ 74 ]  |
| Jimmy Ryan            | 418  | 1885–1903     | [ 75 ]  |
| Craig Biggio†         | 414  | 1988–2007     | [ 76 ]  |
| Johnny Damon          | 408  | 1995–2012     | [ 77 ]  |
| Tommy Harper          | 408  | 1962–1976     | [ 78 ]  |
| Chuck Knoblauch       | 407  | 1991–2002     | [ 79 ]  |
| Donie Bush            | 404  | 1909–1923     | [ 80 ]  |
| Omar Vizquel          | 404  | 1989–2012     | [ 81 ]  |
| Frank Chance†         | 401  | 1898–1914     | [ 82 ]  |
| Bobby Abreu           | 400  | 1996–2014     | [ 83 ]  |
| Bill Lange            | 399  | 1893–1899     | [ 84 ]  |
| Willie Davis          | 398  | 1960–1979     | [ 85 ]  |
| Sam Mertes            | 396  | 1896–1906     | [ 86 ]  |
| Juan Samuel           | 396  | 1983–1998     | [ 87 ]  |
| Dave Collins          | 395  | 1975–1990     | [ 88 ]  |
| Billy North           | 395  | 1971–1981     | [ 89 ]  |
| Jesse Burkett†        | 389  | 1890–1905     | [ 90 ]  |
| Tommy Corcoran        | 387  | 1890–1907     | [ 91 ]  |
| Tom Daly              | 385  | 1887–1893     | [ 92 ]  |
| Freddie Patek         | 385  | 1968–1981     | [ 93 ]  |
| George Burns          | 383  | 1911–1925     | [ 94 ]  |
| Hugh Nicol            | 383  | 1881–1890     | [ 95 ]  |
| Fred Pfeffer          | 383  | 1882–1897     | [ 96 ]  |
| Walt Wilmot           | 381  | 1888–1898     | [ 97 ]  |
| Nap Lajoie†           | 380  | 1896–1916     | [ 98 ]  |
| Barry Larkin†         | 379  | 1986–2004     | [ 99 ]  |
| Harry Hooper†         | 375  | 1909–1925     | [ 100 ] |
| George Sisler†        | 375  | 1915–1930     | [ 101 ] |
| Jack Glasscock        | 372  | 1879–1895     | [ 102 ] |
| Luis Castillo         | 370  | 1996–2010     | [ 103 ] |
| Lonnie Smith          | 370  | 1978–1994     | [ 104 ] |
| Tom Goodwin           | 369  | 1991–2004     | [ 105 ] |
| King Kelly†           | 368  | 1878–1893     | [ 106 ] |
| Sam Crawford†         | 366  | 1899–1917     | [ 107 ] |
| Tommy Dowd            | 366  | 1891–1901     | [ 108 ] |
| Rajai Davis*          | 365  | 2006–presente | [ 109 ] |
| Hal Chase             | 363  | 1905–1919     | [ 110 ] |
| Tony Womack           | 363  | 1993–2006     | [ 111 ] |
| Tommy Leach           | 361  | 1898–1916     | [ 112 ] |
| Fielder Jones         | 359  | 1896–1915     | [ 113 ] |
| Derek Jeter           | 358  | 1995–2014     | [ 114 ] |
| Buck Ewing†           | 354  | 1880–1897     | [ 115 ] |
| Gary Pettis           | 354  | 1982–1992     | [ 116 ] |
| Rod Carew†            | 353  | 1967–1985     | [ 117 ] |
| Willie McGee          | 352  | 1982–1999     | [ 118 ] |
| Tommy Tucker          | 352  | 1887–1899     | [ 119 ] |
| Sam Rice†             | 351  | 1915–1934     | [ 120 ] |
| George Case           | 349  | 1937–1947     | [ 121 ] |
| Eric Davis            | 349  | 1984–2001     | [ 122 ] |
| Paul Radford          | 346  | 1883–1894     | [ 123 ] |
| Devon White           | 346  | 1985–2001     | [ 124 ] |
| Ryne Sandberg†        | 344  | 1981–1997     | [ 125 ] |
| Julio Cruz            | 343  | 1977–1986     | [ 126 ] |
| Chone Figgins         | 341  | 2002–2014     | [ 127 ] |
| Amos Otis             | 341  | 1967–1984     | [ 128 ] |
| Hughie Jennings       | 341  | 1891–1918     | [ 129 ] |
| Michael Bourn*        | 341  | 2006–presente | [ 130 ] |
| Willie Mays†          | 338  | 1951–1973     | [ 131 ] |
| John Anderson         | 336  | 1894–1908     | [ 132 ] |
| Joe Tinker†           | 336  | 1902–1916     | [ 133 ] |
| Hub Collins           | 335  | 1886–1892     | [ 134 ] |
| Kip Selbach           | 334  | 1894–1906     | [ 135 ] |
| Elmer Flick†          | 330  | 1898–1910     | [ 136 ] |
| José Cardenal         | 329  | 1964–1980     | [ 137 ] |
| Ned Hanlon†           | 329  | 1880–1892     | [ 138 ] |
| Monte Cross           | 328  | 1892–1907     | [ 139 ] |
| Kiki Cuyler†          | 328  | 1921–1938     | [ 140 ] |
| Kid Gleason           | 328  | 1888–1912     | [ 141 ] |
| Lance Johnson         | 327  | 1987–2000     | [ 142 ] |
| Mookie Wilson         | 327  | 1980–1991     | [ 143 ] |
| Alex Rodriguez* (0)   | 326  | 1994–presente | [ 144 ] |
| Jim Fogarty           | 325  | 1884–1890     | [ 145 ] |
| Johnny Evers†         | 324  | 1902–1929     | [ 146 ] |
| Miller Huggins†       | 324  | 1904–1916     | [ 147 ] |
| Ed McKean             | 323  | 1887–1899     | [ 148 ] |
| Gary Redus            | 322  | 1982–1994     | [ 149 ] |
| Dave Concepción       | 321  | 1970–1988     | [ 150 ] |
| Red Murray            | 321  | 1906–1916     | [ 151 ] |
| Luis Polonia          | 321  | 1987–2000     | [ 152 ] |
| Jacoby Ellsbury*      | 321  | 2007-presente | [ 153 ] |
| Steve Finley          | 320  | 1989–2007     | [ 154 ] |
| Tony Gwynn†           | 319  | 1982–2001     | [ 155 ] |
| Larry Bowa            | 318  | 1970–1985     | [ 156 ] |
| Billy Shindle         | 318  | 1886–1898     | [ 157 ] |
| José Cruz             | 317  | 1970–1988     | [ 158 ] |
| Hans Lobert           | 316  | 1903–1920     | [ 159 ] |
| Brady Anderson        | 315  | 1988–2002     | [ 160 ] |
| Jake Beckley†         | 315  | 1888–1907     | [ 161 ] |
| Andre Dawson†         | 314  | 1978–1996     | [ 162 ] |
| Rafael Furcal         | 314  | 2000–2015     | [ 163 ] |
| Buck Herzog           | 312  | 1908–1920     | [ 164 ] |
| Claudell Washington   | 312  | 1974–1990     | [ 165 ] |
| Carlos Beltrán*       | 312  | 1998–presente | [ 166 ] |
| Scott Podsednik       | 309  | 2001–2012     | [ 167 ] |
| Coco Crisp*           | 309  | 2002–presente | [ 168 ] |
| Vada Pinson           | 305  | 1958–1975     | [ 169 ] |
| Reggie Sanders        | 304  | 1991–2007     | [ 170 ] |
| Bobby Lowe            | 302  | 1880–1907     | [ 171 ] |
| Lave Cross            | 301  | 1887–1907     | [ 172 ] |
| Melvin Upton*         | 300  | 2004–presente | [ 173 ] |
| Frank Taveras         | 300  | 1971–1982     | [ 174 ] |